# Luscosmodicum beaveri
Luscosmodicum beaveri là một loài bọ cánh cứng trong họ Cerambycidae.